# Nikolaj Ivasjintsov
Nikolaj Aleksandrovitj Ivasjintsov (ryska: Николай Алексеевич Ивашинцов), född den 19 april 1819 i Sankt Petersburg, död där den 13 januari 1871, var en rysk hydrograf.
Ivasjinovitj medföljde 1853 Vasilij Perovskij på tåget uppefter Syr Darja och uppmätte denna flods nedre del samt blev samma år chef för den expedition, som sändes att uppmäta Kaspiska havet och utforska dess 
förhållanden. Resultaten av sitt 15-åriga arbete därmed framlade han i en atlas (2 band text; 1866–1869). Märkligt är även hans stora verk (1849–1850) över 38 ryska resor kring jorden. Ivasjinovitj blev slutligen konteramiral och president i ryska geografiska sällskapets matematiska sektion i Sankt Petersburg.